# Jurij Gazinskij
Jurij Aleksandrovič Gazinskij (in russo Юрий Александрович Газинский?; Komsomol'sk-na-Amure, 20 luglio 1989) è un calciatore russo, centrocampista del Krasnodar.

## Carriera

### Club
Cresciuto nelle giovanili e poi promosso nella prima squadra del Smena K.N.A., Gazinskij giocò dal 2010 al 2013 nella PFN Ligi con le maglie del Luč-Ėnergija e del Torpedo Mosca. Nel maggio 2013 firmò un contratto con il Krasnodar, squadra di Prem'er-Liga.

### Nazionale
Gazinskij è stato convocato per la prima volta dalla nazionale russa nell'agosto 2015 per le partite di qualificazione all'Europeo 2016 contro Svezia e Liechtenstein. Il debutto ufficiale avvenne il 31 agosto 2016 in un test amichevole ad Adalia contro la Turchia, pareggiato per 0-0. Il nuovo c.t. Stanislav Čerčesov lo confermò nella lista dei 23 convocati per la Confederations Cup 2017 e per il Mondiale 2018, entrambi giocati in Russia. Il 14 giugno 2018, nella partita inaugurale vinta per 5-0 contro l'Arabia Saudita, segnò di testa al 12' il primo gol del torneo.

## Statistiche

### Cronologia presenze e reti in Nazionale
| Cronologia completa delle presenze e delle reti in nazionale ― Russia | Cronologia completa delle presenze e delle reti in nazionale ― Russia | Cronologia completa delle presenze e delle reti in nazionale ― Russia | Cronologia completa delle presenze e delle reti in nazionale ― Russia | Cronologia completa delle presenze e delle reti in nazionale ― Russia | Cronologia completa delle presenze e delle reti in nazionale ― Russia | Cronologia completa delle presenze e delle reti in nazionale ― Russia | Cronologia completa delle presenze e delle reti in nazionale ― Russia |
| Data                                                                  | Città                                                                 | In casa                                                               | Risultato                                                             | Ospiti                                                                | Competizione                                                          | Reti                                                                  | Note                                                                  |
| --------------------------------------------------------------------- | --------------------------------------------------------------------- | --------------------------------------------------------------------- | --------------------------------------------------------------------- | --------------------------------------------------------------------- | --------------------------------------------------------------------- | --------------------------------------------------------------------- | --------------------------------------------------------------------- |
| 31-8-2016                                                             | Adalia                                                                | Turchia                                                               | 0 – 0                                                                 | Russia                                                                | Amichevole                                                            | -                                                                     | 61’                                                                   |
| 6-9-2016                                                              | Mosca                                                                 | Russia                                                                | 1 – 0                                                                 | Ghana                                                                 | Amichevole                                                            | -                                                                     | 64’                                                                   |
| 9-10-2016                                                             | Krasnodar                                                             | Russia                                                                | 3 – 4                                                                 | Costa Rica                                                            | Amichevole                                                            | -                                                                     |                                                                       |
| 10-11-2016                                                            | Doha                                                                  | Qatar                                                                 | 2 – 1                                                                 | Russia                                                                | Amichevole                                                            | -                                                                     | 53’                                                                   |
| 24-3-2017                                                             | Krasnodar                                                             | Russia                                                                | 0 – 2                                                                 | Costa d'Avorio                                                        | Amichevole                                                            | -                                                                     | 78’                                                                   |
| 5-6-2018                                                              | Mosca                                                                 | Russia                                                                | 1 – 1                                                                 | Turchia                                                               | Amichevole                                                            | -                                                                     | 76’                                                                   |
| 14-6-2018                                                             | Mosca                                                                 | Russia                                                                | 5 – 0                                                                 | Arabia Saudita                                                        | Mondiali 2018 - 1º turno                                              | 1                                                                     |                                                                       |
| 19-6-2018                                                             | San Pietroburgo                                                       | Russia                                                                | 3 – 1                                                                 | Egitto                                                                | Mondiali 2018 - 1º turno                                              | -                                                                     |                                                                       |
| 25-6-2018                                                             | Samara                                                                | Uruguay                                                               | 3 – 0                                                                 | Russia                                                                | Mondiali 2018 - 1º turno                                              | -                                                                     | 9’ 46’                                                                |
| 7-7-2018                                                              | Soči                                                                  | Russia                                                                | 2 – 2 dts (3 – 4 dtr)                                                 | Croazia                                                               | Mondiali 2018 - Quarti di finale                                      | -                                                                     | 79’ 109’                                                              |
| 6-9-2018                                                              | Trebisonda                                                            | Turchia                                                               | 1 – 2                                                                 | Russia                                                                | UEFA Nations League 2018-2019 - 1º turno                              | -                                                                     |                                                                       |
| 10-9-2018                                                             | Rostov sul Don                                                        | Russia                                                                | 5 – 1                                                                 | Rep. Ceca                                                             | Amichevole                                                            | -                                                                     | cap. 85’                                                              |
| 11-10-2018                                                            | Kaliningrad                                                           | Russia                                                                | 0 – 0                                                                 | Svezia                                                                | UEFA Nations League 2018-2019 - 1º turno                              | -                                                                     | 51’                                                                   |
| 14-10-2018                                                            | Soči                                                                  | Russia                                                                | 2 – 0                                                                 | Turchia                                                               | UEFA Nations League 2018-2019 - 1º turno                              | -                                                                     |                                                                       |
| 15-11-2018                                                            | Lipsia                                                                | Germania                                                              | 3 – 0                                                                 | Russia                                                                | Amichevole                                                            | -                                                                     | Cap.                                                                  |
| 20-11-2018                                                            | Solna                                                                 | Svezia                                                                | 2 – 0                                                                 | Russia                                                                | UEFA Nations League 2018-2019 - 1º turno                              | -                                                                     |                                                                       |
| 24-3-2019                                                             | Astana                                                                | Kazakistan                                                            | 0 – 4                                                                 | Russia                                                                | Qual. Euro 2020                                                       | -                                                                     |                                                                       |
| 6-9-2020                                                              | Budapest                                                              | Ungheria                                                              | 2 – 3                                                                 | Russia                                                                | UEFA Nations League 2020-2021 - 1º turno                              | -                                                                     | 67’                                                                   |
| 8-10-2020                                                             | Mosca                                                                 | Russia                                                                | 1 – 2                                                                 | Svezia                                                                | Amichevole                                                            | -                                                                     | 73’                                                                   |
| 11-10-2020                                                            | Mosca                                                                 | Russia                                                                | 1 – 1                                                                 | Turchia                                                               | UEFA Nations League 2020-2021 - 1º turno                              | -                                                                     | 70’                                                                   |
| 14-10-2020                                                            | Mosca                                                                 | Russia                                                                | 0 – 0                                                                 | Ungheria                                                              | UEFA Nations League 2020-2021 - 1º turno                              | -                                                                     | 61’                                                                   |
| Totale                                                                |                                                                       | Presenze                                                              | 21                                                                    |                                                                       | Reti                                                                  | 1                                                                     |                                                                       |

## Palmarès
- Campionato russo: 1

Krasnodar: 2024-2025